# Waterford (wieś w stanie Nowy Jork)
Waterford – wieś w Stanach Zjednoczonych, w stanie Nowy Jork, w hrabstwie Saratoga. Szacowana populacja w 2019 roku wynosi 2277 osób.
Waterford znajduje się na północ od Troy, na zachodnim brzegu rzeki Hudson, w pobliżu ujścia Mohawk. Jest miejscem w którym zaczynają się dwa kanały należące do New York State Canal System:
- Kanał Erie - prowadzi na zachód, do jeziora Erie
- Kanał Champlain - prowadzi na północ, początkowo wzdłuż Hudson, do jeziora Champlain na granicy z Kanadą